# IPhone Dev Team
El iPhone Dev Team es un grupo de desarrolladores de la comunidad de desarrolladores para iPhone OS quienes han creado un número de herramientas que permiten utilizar aplicaciones no autorizadas por Apple Inc en el iPhone, iPod Touch y iPad, y también el uso de iPhones en compañías de telecomunicaciones que no han firmado contrato con Apple. Estas aplicaciones les permiten a los dueños de estos dispositivos, eliminar las restricciones y limitaciones impuestas en sus dispositivos por el fabricante, tales como una profunda personalización y un fácil roaming internacional. El grupo y sus herramientas se han convertido en emblemáticas para este tipo de actividades, las cuales han sido denominadas como jailbreak y liberación respectivamente.
Las herramientas del Dev Team, han sido utilizadas en por lo menos 1.6 millones de dispositivos en todo el mundo, y sus blogs se llenan de miles de comentarios en las horas posteriores a la liberación de alguna herramienta nueva.
También cabe recalcar que el equipo de Dev Team no recibe pagos ya que según ellos todas las herramientas que sacan son un "hobbie" para ellos, y si alguna página pide dinero diciendo que reciben donaciones es falsa.